# Barrios de Roma

Los barrios de Roma.

Los barrios de Roma (en italiano: quartieri di Roma) son las zonas de nueva urbanización creadas después de la institución del último rione, Prati. Constituyen el segundo nivel de subdivisión administrativa de la ciudad de Roma y cubren una superficie de 210,38 km². La suma de la población total de los barrios de Roma, sin incluir los rioni ni las zonas, es de 1 342 945 habitantes.

## Historia
Los primeros quince barrios fueron instituidos y numerados oficialmente en 1926, tras un primer trazado realizado en 1911.
En 1930 (véase el mapa), existían también otros dos barrios, aunque aún no se habían instituido oficialmente: el decimosexto, llamado Città Giardino Aniene desde 1924 y el decimoséptesimo, llamado Savoia desde 1926. Posteriormente, estos dos últimos, junto con el tercero y el decimoquinto, asumieron una nueva denominación tras decisiones institucionales. El barrio 15, Milvio, se convirtió en Della Vittoria en 1935, el barrio 3, Vittorio Emanuele III, pasó a llamarse Pinciano en 1946, el 17, Savoia, pasó a llamarse Trieste también en 1946, mientras que el barrio 16, Città Giardino Aniene, pasó a llamarse Monte Sacro en 1951.
Por decisión del Comisario Extraordinario nº 2453 del 13 de septiembre de 1961, se instituyeron otros dieciocho barrios, algunos transformando cinco suburbios de la zona este, además de territorios del campo romano que, a su vez, se subdividieron en zonas. Estos nuevos barrios tienen números entre el 18 y el 35.
Actualmente la ciudad está dividida en 35 barrios:
| Q. I    | Flaminio         | Q. II    | Parioli             | Q. III    | Pinciano              | Q. IV    | Salario               | Q. V    | Nomentano             |
| Q. VI   | Tiburtino        | Q. VII   | Prenestino-Labicano | Q. VIII   | Tuscolano             | Q. IX    | Appio-Latino          | Q. X    | Ostiense              |
| Q. XI   | Portuense        | Q. XII   | Gianicolense        | Q. XIII   | Aurelio               | Q. XIV   | Trionfale             | Q. XV   | Della Vittoria        |
| Q. XVI  | Monte Sacro      | Q. XVII  | Trieste             | Q. XVIII  | Tor di Quinto         | Q. XIX   | Prenestino-Centocelle | Q. XX   | Ardeatino             |
| Q. XXI  | Pietralata       | Q. XXII  | Collatino           | Q. XXIII  | Alessandrino          | Q. XXIV  | Don Bosco             | Q. XXV  | Appio Claudio         |
| Q. XXVI | Appio-Pignatelli | Q. XXVII | Primavalle          | Q. XXVIII | Monte Sacro Alto      | Q. XXIX  | Ponte Mammolo         | Q. XXX  | San Basilio           |
| Q. XXXI | Giuliano-Dalmata | Q. XXXII | Europa              | Q. XXXIII | Lido di Ostia Ponente | Q. XXXIV | Lido di Ostia Levante | Q. XXXV | Lido di Castel Fusano |